# Schirnding
Schirnding è un comune tedesco di 1 415 abitanti, situato nel land della Baviera.